# Michaelskapelle (Eupen)

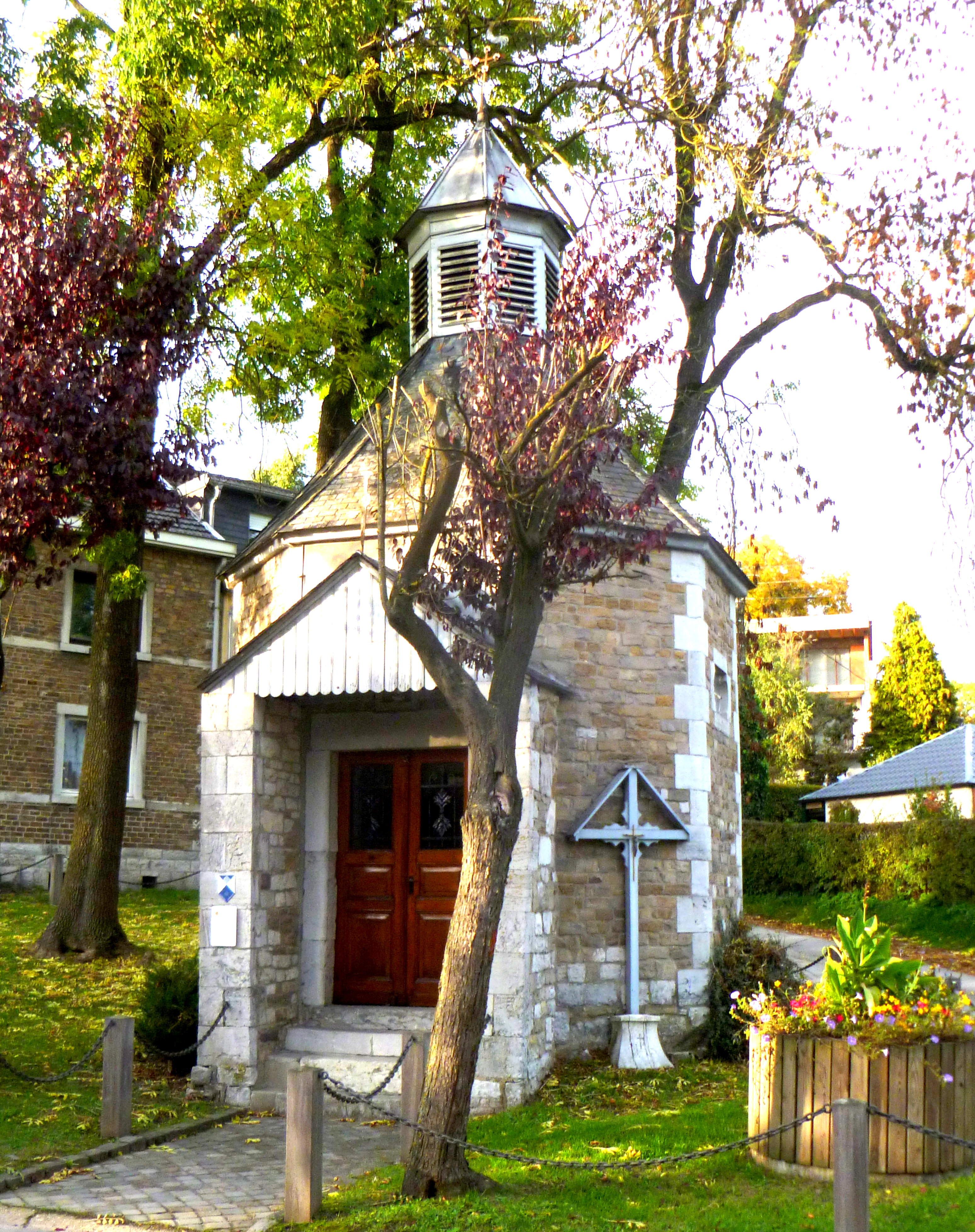
Michaelskapelle

Die Michaelskapelle in Eupen, Ostbelgien, ist eine im Jahr 1727 erbaute kleine Kapelle im Ortsteil Stockem. Sie wurde von Graf Eugen Hoen von Cortils, dem damaligen Lehnsherrn auf der Burg Stockem, gestiftet und steht seit 1975 unter Denkmalschutz.

## Geschichte
Der Überlieferung nach soll Hoen von Cortils die Kapelle als Dank für die Rettung aus großer Not erbaut und sie dem Erzengel Michael geweiht haben. Seit dieser Zeit wurde stets am Namenstag des Heiligen, dem 29. September, eine kleine Abendandacht abgehalten, aus der sich ab 1738 eine kleine Bittprozession von der Eupener Pfarrkirche St. Nikolaus zur Kapelle entwickelt hat, die seitdem jährlich durchgeführt wird. Unter der französischen Herrschaft ab 1795 wurde die Inneneinrichtung ausgeräumt und als „französisches Nationalgut“ öffentlich versteigert und lediglich der Barockaltar mit der Michaelsfigur blieb erhalten.
Die umliegenden Anwohner hatten von Beginn an einen innigen Bezug zu dieser Kapelle und beteiligten sich sowohl an der ersten größeren Restaurierung Ende des 18. Jahrhunderts, indem sie statt einer Fischspende von dem Burgherren für dessen Benutzung des benachbarten Fischweihers um eine kleine Geldspende für die Kapelle gebeten hatten, sowie erneut in den 1980er-Jahren, als sie sich im Rahmen einer Haussammlung an einer weiteren Restaurierung beteiligten.
Erhalten hat sich auch der Brauch des Glockenläutens an der Michaelskapelle, der seit Mitte des 19. Jahrhunderts von benachbarten Familien anfangs dreimal am Tag und später nur noch sonntags zur Mittagszeit oder beim Tod eines Anwohners übernommen wurde.

## Baubeschreibung

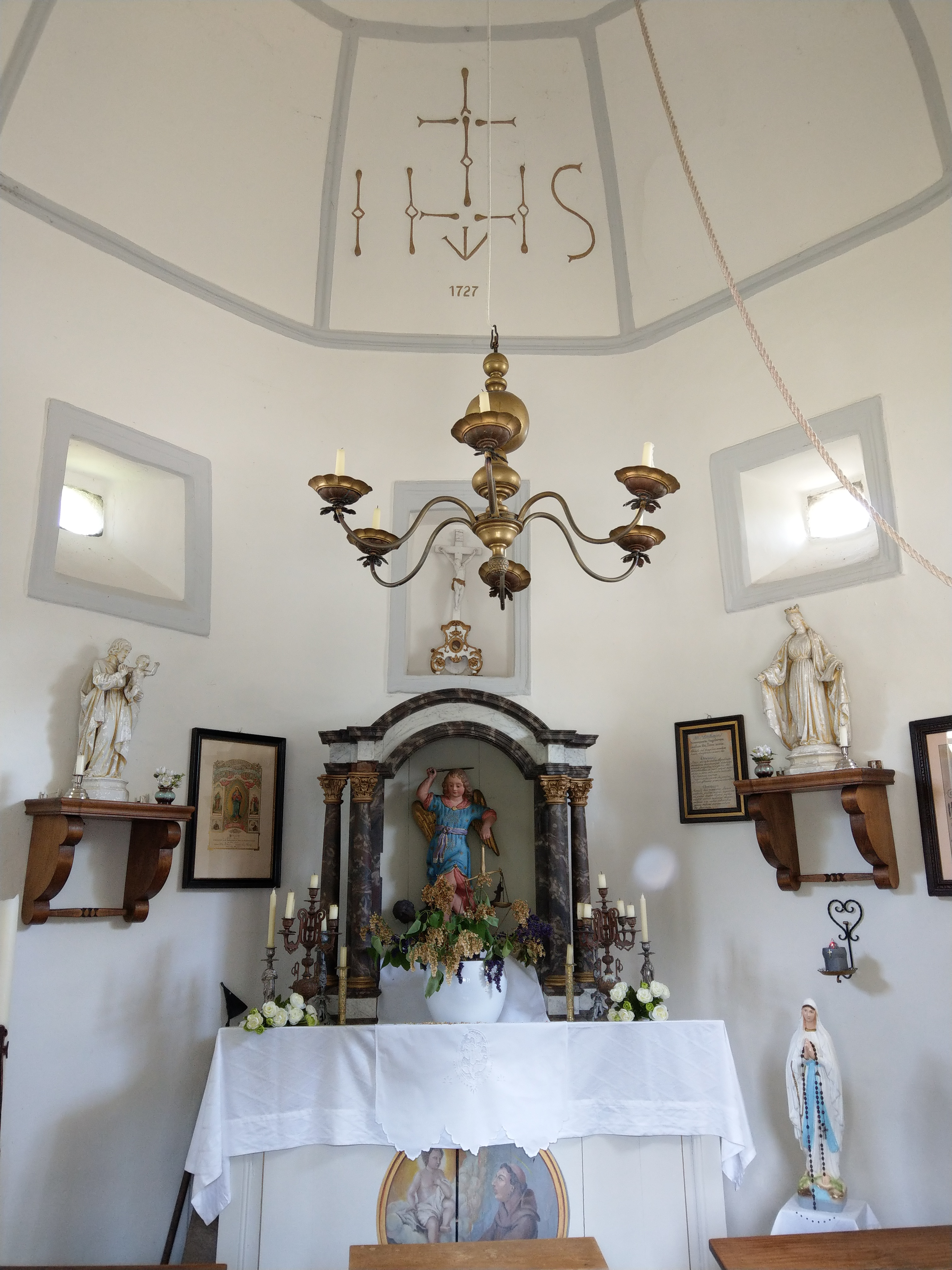
Innenansicht

Die Kapelle wurde als oktogonaler Bau aus Sandstein mit deutlich hervorgehobenen Eckquadern aus Blaustein erbaut, in deren Wänden kleine Öffnungen mit auskragenden Gewänden eingelassen sind, die für die nötige Helligkeit im Innenraum sorgen. Dem oktogonalen Schieferdach sitzt ein ebenso geformter Dachreiter mit seitlichen Schalldeckel für die Glockenaufhängung auf, der von einem schmiedeeisernen Kreuz gekrönt wird. Über der Eingangstür ist eine Muschelnische eingelassen, in der die Inschrift: „SMO 1727“ eingraviert ist, wobei es keine Quelle gibt, die die Buchstabenfolge erläutern kann. Die gleiche Datumsangabe findet sich zusammen mit dem Jesusmonogramm an der Decke über dem Barockaltar.
An der Außenwand rechts des Eingangsbereiches befindet sich zudem ein schmales hölzernes Kreuz auf einem Sandsteinsockel mit aufgesetztem Giebeldach, auf dem in der Schnittlinie eine kleine Christusfigur an einem weiteren kleinen Kreuz hängend angebracht ist.
Im Rahmen der ersten großen Restaurierung wurde zu Beginn des 19. Jahrhunderts der Eingangsbereich mit Tür und Vorbau der Kapelle erneuert. Des Weiteren erhielt sie eine neue Glocke, auf der die Inschrift „à l’honneur de Saint Michel – Stockem 1809“ eingraviert ist. Bei der letzten umfangreichen Restaurierung in den 1980er-Jahren erhielt die Kapelle ihr heutiges Aussehen.